# إصلاح نقدي

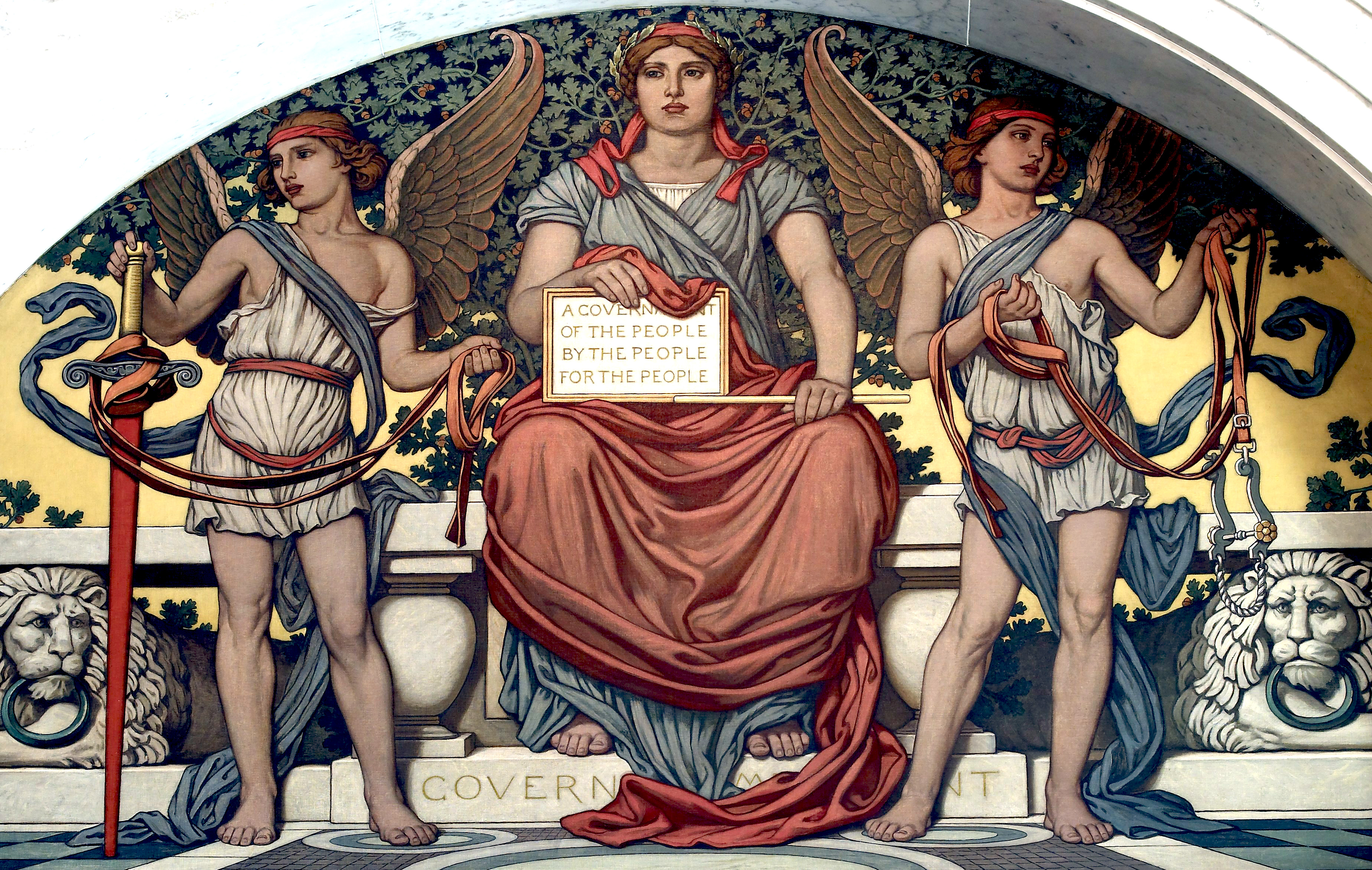

الإصلاح النقدي هو أي حركة أو نظرية تقترح نظامًا لتوفير الأموال وتمويل الاقتصاد بحيث يكون مختلفاً عن النظام الحالي.
يجوز للمصلحين النقديين الدعوة إلى أي مما يلي، من بين مقترحات أخرى:
- العودة إلى معيار الذهب [2](أو معيار الفضة أو المعدَنين).[3][4][5]
- إلغاء دعم البنك المركزي للنظام المصرفي خلال فترات الأزمات و/أو إنفاذ النظام المصرفي الاحتياطي الكامل في النظام المصرفي الخاص من أجل إزالة إمكانية حدوث الذعر المصرفي (التهافت على سحب الودائع غير الاعتيادي من البنوك)، وربما يقترن ذلك بالأموال السيادية التي تصدرها وتسيطر عليها الحكومة أو البنك المركزي تحت إشراف الحكومة. هناك نقاش مُوَحّد ضمن المدرسة النمساوية حول ما إذا كان يجب الدعوة إلى العمل المصرفي الحر أو العمل المصرفي الاحتياطي الكامل ولكن بغض النظر عن دعم علماء اقتصاد المدارس النمساوية مثل موراي روثبارد لإنهاء برامج الإنقاذ التابعة للبنك المركزي («إنهاء الاحتياطي الفدرالي»).[6][7][8][9]
- تسيطر الحكومة على إصدار الائتمان المعفى من الفائدة من قبل بنك مركزي ويُعد مملوكًا لها بالكامل. ومن الممكن استخدام مثل هذه القروض (المعفاة من الفائدة ولكن القابلة للسداد) في البنية التحتية العامة والاستثمار الإنتاجي الخاص. يسعى هذا الاقتراح إلى تجنيب الأموال المعفاة من الديون من أن تسبب التضخم.[10][11]
- يُصدر الائتمان الاجتماعي (أموال «خالية من الديون» أو «نقية») بشكل مباشر من الخزانة؛ بدلاً من الحصول على أموال جديدة من البنك المركزي في شكل سندات تحمل الفائدة. تُجرى هذه المدفوعات النقدية المباشرة «لتغذية» أو تعويض الأشخاص عن الخسائر الصافية التي يعتقد بعض المصلحين النقديين أنهم يعانون منها في نظام نقدي قائم على الاحتياطي الجزئي.[12][13]

## الأهداف المشتركة للإصلاح
من بين جميع جوانب السياسة النقدية، تتكرر بعض المواضيع كأهداف للإصلاح:

### متطلبات الاحتياطي
عادةً ما تقدم البنوك قروضًا للعملاء عن طريق إيداع ودائع طلب جديدة في حساب العميل. تسمح هذه الممارسة -المعروفة باسم العمل المصرفي الاحتياطي الجزئي- للعرض الإجمالي للائتمان بتجاوز الاحتياطيات القانونية السائلة للبنك. يُعبّر عن مقدار هذا الفائض على أنه «نسبة الاحتياطي» وتحدده الجهات التنظيمية الحكومية على ألا يتجاوز المستوى الذي يرونه ملائماً لضمان قدرة البنوك على الوفاء بالتزامات الدفع الخاصة بها. بموجب هذا النظام، الذي يمارس حاليًا في جميع أنحاء العالم، يختلف عرض النقود حسب كمية الاحتياطيات القانونية ومقدار الائتمان المصدّر من قبل البنوك.
حدثت في القرن العشرين العديد من الأمثلة التاريخية الرئيسية على الإصلاح التنظيمي المالي فيما يتعلق بالعمل المصرفي الاحتياطي الجزئي، والتي أُجريت استجابة لأزمة الكساد الكبير والعديد من حالات الذعر المصرفي التالية لانهيار عام 1929. شملت هذه الإصلاحات إنشاء تأمين على الودائع (مثل شركة تأمين الودائع الفدرالية) للتخفيف من خطر الذعر المصرفي. نفذت الدول أيضًا متطلبات الاحتياطي القانوني التي تفرض الحد الأدنى من متطلبات الاحتياطي على البنوك. يعتقد خبراء اقتصاد التيار الرئيسي أن هذه الإصلاحات النقدية جعلت الاضطرابات المفاجئة في النظام المصرفي أقل تواتراً.
مع ذلك، يجادل بعض منتقدي العمل المصرفي الاحتياطي الجزئي بأن هذه الممارسة بطبيعتها تُقلل بشكل مصطنع أسعار الفائدة الحقيقية وتؤدي إلى دورات تجارية معممة عن طريق الاستثمار الرأسمالي المبالغ به والانكماش الاقتصادي التابع لذلك. يساوي عدد صغير من النقاد، مثل مايكل روبوتام، بين هذه الممارسة والتزييف، لأن البنوك تُمنح الحق القانوني في إصدار قروض جديدة مع فرض الفائدة على الأموال التي تُنشأ بهذه الطريقة. ويزعم روبوتام أن هذا يؤدي إلى تركيز الثروة في القطاع المصرفي مع تأثيرات خبيثة مختلفة.

### خلق الأموال من قبل البنك المركزي
يناقش بعض النقاد حقيقة أن الحكومات تدفع فائدة مقابل استخدام الأموال التي يخلقها البنك المركزي «من لا شيء». يزعم هؤلاء النقاد أن هذا النظام يتسبب في اعتماد النشاط الاقتصادي على تصرفات البنوك الخاصة، والتي تحركها المصلحة الذاتية بدلاً من أي غرض أو التزام اجتماعي صريح.

### المنظمات الدولية والدول النامية
ينتقد بعض المصلحين النقديين المؤسسات المالية العالمية القائمة مثل البنك الدولي وصندوق النقد الدولي وبنك التسويات الدولية وسياساتهم فيما يتعلق بالمعروض النقدي والبنوك والديون في الدول النامية، إذ يبدون لهؤلاء الكتاب أنهم «يفرضون» نظام ديون باهظة أو غير قابلة للدفع على حكومات العالم الثالث الضعيفة التي لا تملك القدرة على دفع الفائدة على هذه القروض دون التأثير بشدة على رفاهية السكان المحليين أو حتى قابليتهم للبقاء والنمو. يرى البعض أن محاولة حكومات العالم الثالث الضعيفة لخدمة الديون الخارجية من خلال بيع السلع الثقيلة والخفيفة القيّمة في الأسواق العالمية تدمر الثقافات المحلية وتدمر المجتمعات المحلية وبيئتها.

## الحجج المؤيدة للإصلاح
يرى أنصار الإصلاح النقدي أن النظام الحالي لخلق الأموال غير عادل. تندرج فيما يلي أكثر الحجج شيوعاً للانتقال إلى النظام المصرفي الاحتياطي الكامل أو الأموال السيادية:
- تُخلق الأموال عند تقديم قرض وتختفي هذه الأموال عندما يُسدد القرض. لا يمكن للبنوك المركزية التحكم في المعروض النقدي عندما تنشئ البنوك الخاصة نقودًا ائتمانية. يمكن تحويل النقود الائتمانية إلى أموال احتياطية بطرق مختلفة بحيث لا يوجد حد عملي لكمية النقود الائتمانية التي يمكن أن تنشئها البنوك الخاصة. هذا يزيد من خطر حدوث الأزمات الاقتصادية، والبطالة، وعمليات إنقاذ البنوك أو الذعر المصرفي.[19][20][21][22]
- أقل من 6 ٪ من الأموال المتداولة في العالم هي عملات معدنية وأوراق مالية مصرفية والباقي ينشأ من الائتمان المصرفي محمّلًا بالفائدة. هذه الفائدة تسمح للبنوك بكسب الأجرة من مجرد وجود الأموال. لا يعتقد المصلحون أنه من العدل أن يدفع المجتمع بأسره أجرة للبنوك لمجرد امتلاكه المال لإدارته/ تداوله.
- يبلغ إجمالي الدين العام والخاص في العالم الآن ما بين ضعفين وثلاثة أضعاف مقدار النقود بمعناها الواسع المتداولة. ينتج ذلك عن الفائدة المركبة المتراكمة لأموال الائتمان. هذه الحقيقة غير المتوقعة تجعل سداد جميع الديون مستحيلًا افتراضياً. النتيجة الدقيقة هي أن على شخص ما الإفلاس حتى لو لم يرتكب أي خطأ. يبدو من الظلم أن يصبح شخص ما معدمًا كنتيجة لنظام المال بدلاً من سلوكه المتهور.[23]
- لا يقتصر الأمر على إفلاس الأفراد والشركات فقط كنتيجة لوجود ديون أكثر من المال في التداول. أفلست العديد من الولايات مرات عديدة. تُعد مشكلة الديون حادة بشكل خاص بالنسبة للدول النامية التي لديها ديون بالعملات الأجنبية. يعمل صندوق النقد الدولي والبنك الدولي على تعزيز قروض الدول النامية الغنية بالموارد من أجل الغرض المعلن وهو تعزيز النمو الاقتصادي في هذه الدول، ومع ذلك فقد صُنّفت هذه القروض بعملات أجنبية واستُخدم معظم هذه الأموال للدفع لرواد الأعمال متعددي الجنسيات دون أن تدخل في الاقتصاد المحلي أبداً. اضطرت هذه الدول إلى بيع الأصول الوطنية من أجل خدمة الدين. يتأثر عدد من دول الاتحاد الأوروبي عندما يُنشأ جزء كبير من الأموال المتداولة في البلد من قبل البنوك في الدول الأعضاء الأخرى. لقد أدى الدين الوطني المتصاعد غير القابل للدفع إلى فوضى اجتماعية وحتى حرب في بعض الحالات.[24][25]
- يُنفق جزء كبير من جميع الأموال الائتمانية الجديدة التي يتم إنشاؤها على تغيير ملكية الأصول الموجودة بدلاً من إنشاء أصول جديدة. تُضخم هذه العملية أسعار الأصول، بما في ذلك العقارات والمصانع والأراضي والحقوق الفكرية. هذا يجعل العيش مكلفاً دون داع للجميع. يساهم ذلك في اتساع فجوة التفاوت ويجعل الاقتصاد غير مستقر بسبب نشوء فقاعات اقتصادية.[26]
- لا يمكن خدمة الديون المتزايدة الهائلة في المجتمع إلا إذا تجاوز معدل النمو الاقتصادي سعر الفائدة. وهذا يخلق حتمية للنمو الدائم في الإنتاج والاستهلاك. ويؤدي إلى الاستهلاك المفرط والاستغلال المفرط للموارد. لم يمنحنا التقدم التكنولوجي في تقنيات توفير اليد العاملة مزيدًا من الراحة كما توقعنا، وذلك بسبب النمو الضروري في الاستهلاك.[27]
- تؤدي الديون غير القابلة للدفع إلى إفلاس أصحاب المنازل والحجز العقاري/ حبس الرهن على منازلهم. يسمح هذا للبنوك باستبدال أصولها الافتراضية على شكل أموال تم استحداثها «من الهواء» بأصول مادية على شكل عقارات. في عام 1968، قررت إحدى المحاكم في مينيسوتا أن هذه الممارسة غير دستورية لأن العملية التي تمكن البنك من جمع الأموال من لا شيء هي عملية احتيالية (انظر بنك مونتغومري الوطني الأول في. دالي). توفي لاحقاً القاضي مارتن ماهوني الذي أصدر هذا الحكم بالتسمم والغرق في ظروف غامضة.[28]